# Araragi
Araragi (japanisch アララギ, dt. „Eibenbaum“) war der Titel einer japanischen Tanka-Zeitschrift. Diese war der Nachfolger der beiden Zeitschriften Ashibi und Akane, die von der Gemeinschaft der Schüler Masaoka Shikis, der sogenannten Negishi-Tanka-Gemeinschaft, nach Shikis Tod herausgegeben worden waren.

## Übersicht
Die Gründung der Araragi-Zeitschrift erfolgte 1908 durch Warabi Shin’ichirō, genannt Kesshin (蕨真). Doch schon ab dem folgenden Jahr übernahm Itō Sachio als zentrale Figur die Redaktion. Saitō Mokichi, Koizumi Chikashi, Shimaki Akahiko und andere beteiligten sich. Itō war der Meinung, dass die beste Quelle für poetisch Inspiration das Man’yōshū sei. Shimaki und Saitō konnte ihn überzeugen, auch kritische Essays, kurze Texte westlicher Kunsttheorien und Übersetzungen aufzunehmen.
Itō starb 1913. Ab 1914 nahm Shimaki nun die zentrale Rolle ein. Er setzte die Abkehr von Itōs Konzept weiter fort. Nach Shimakis Tode fiel die Redaktion an Saitō und Tsuchida Bummei. Im Jahre 1997 wurde die Herausgabe der Zeitschrift eingestellt.
Während der Vorkriegszeit ging von der Araragi-Zeitschrift eine der Hauptströmungen der japanischen Tanka-Dichtung aus.

## Wichtige Mitglieder
- Ishiwara Jun
- Itō Sachio
- Kagoshima Juzō
- Koizumi Chikashi
- Gomi Yasuyoshi
- Katori Hotsuma
- Kondō Yoshimi
- Saitō Mokichi
- Satō Satarō
- Shimaki Akahiko
- Shimizu Fusao
- Shaku Chōkū
- Takayasu Kunio
- Tsuchiya Bummei
- Nagatsuka Takashi
- Hara Asao
- Miyachi Shin’ichi
- Yūki Aisōka
- Warabi Shin’ichirō
- Hirafuku Hyakusui
- Oka Fumoto